# 514 (číslo)
Pět set čtrnáct je přirozené číslo. Následuje po čísle pět set třináct a předchází číslu pět set patnáct. Římskými číslicemi se zapisuje DXIV a řeckými číslicemi φιδ.

## Matematika
514 je:
- Deficientní číslo
- Poloprvočíslo
- Nešťastné číslo

## Astronomie
- (514) Armida je planetka hlavního pásu, kterou objevil v roce 1903 Max Wolf

## Roky
- 514
- 514 př. n. l.